# Попова Ижорка
Попо́ва Ижо́рка — река в России, протекает по территории Пушкинского и Колпинского районов Санкт-Петербурга, впадает в Ижору слева в 1 км от её устья. Длина реки — 12 км.
Название появилось в XIX веке: на территории современного посёлка Металлострой река текла через земли, принадлежавшие причту церкви Александра Невского.
Вытекает из водоёма близ Ям-Ижорского шоссе (территория посёлка Шушары). Протекает на северо-восток до границы Колпина, оставляет по правому берегу детскую больницу № 22 и садоводство Ижорский Массив-2, слева — территорию Колпинская ферма. После Финляндской улицы по территории «Ижорских заводов» протекает в коллекторе. После главного хода Октябрьской железной дороги подходит к Усть-Ижорскому шоссе. Течёт вдоль него, являясь границей между Колпино и Металлостроем. Устье — за Северным проездом.